# Ryszard Kapuściński
Ryszard Kapuściński est un écrivain et journaliste polonais né le 4 mars 1932 à Pinsk, en Pologne (actuellement en Biélorussie), mort le 23 janvier 2007 à Varsovie. Cet auteur polonais, l'un des plus traduits à l'étranger, est célèbre pour ses reportages réalisés au cœur de l'Afrique et de ses populations, ses analyses du régime du chah d'Iran et ses descriptions de l'Europe communiste.

## Biographie
Ryszard Kapuściński est né dans une famille d'enseignants ; son père a participé à la résistance polonaise contre l’occupation hitlérienne pendant la Seconde Guerre mondiale, puis contre l'occupation soviétique. Le jeune Ryszard fait ses débuts littéraires à l’âge de dix-sept ans dans la revue hebdomadaire Dziś i Jutro puis, après avoir obtenu son baccalauréat au lycée Staszic de Varsovie, entre au département d'histoire de l’université de Varsovie. Il fait son apprentissage du journalisme en écrivant pour le Sztandar Młodych.
En 1956, il reçoit son premier prix Złoty Krzyż Zasługi pour son reportage To też jest prawda o Nowej Hucie, qui décrit le travail pénible des ouvriers sur les chantiers. La même année, il effectue son premier voyage hors d'Europe, en Inde. Il quitte le journal en 1958, après le renvoi de la rédaction pour avoir soutenu l’hebdomadaire Po prostu critique à l’égard du pouvoir en place.
Kapuściński rejoint alors l’hebdomadaire Polityka. En 1961, il a effectué un reportage en République du Congo. Il a décrit sa fuite dans le livre La Guerre du foot. Dès 1962, il travaille pour l'Agence de presse polonaise en tant que correspondant permanent en Afrique, en Amérique latine et en Asie. Il assiste à la chute de l’empire d’Hailé Sélassié en Éthiopie et du chah d'Iran, ainsi qu'à la guerre du football entre le Salvador et le Honduras, épisodes qui seront racontés dans plusieurs de ses ouvrages. À partir de 1974, il travaille également pour l’hebdomadaire Kultura. En 1975, il est le premier journaliste à faire état de l'invasion de l'Angola par l'armée sud-africaine. Ami de Salvador Allende, il est de 1953 à 1981 membre du Parti ouvrier unifié polonais.
Le journaliste italien Tiziano Terzani et Ryszard Kapuściński partageaient une même vision du journalisme. Le point de vue de Kapuściński sur son métier a été publié en 2000 dans le livre en italien Il cinico non è adatto a questo mestiere: conversazioni sul buon giornalismo (Un cynique pourrait ne pas convenir à cette profession: Conversations sur le bon journalisme) et en 2003 dans son livre Autoportret reportera (Autoportrait d'un reporter).

## Prix et Honneurs
Le livre Imperium, paru en 1993, reçoit en 1995 le Prix de l'astrolabe au festival Étonnants voyageurs à Saint-Malo. Il y décrit la chute de l'URSS comme le dernier processus de décolonisation du XXe siècle. Son analyse mondiale le différencie des journalistes et écrivains occidentaux qui parcourent le pays au début des années 1990 et qui se concentrent sur le prisme du communisme ou des relations entre l'Europe et la Russie.
Son livre Ébène a été élu Meilleur livre de l'année 2000 par la rédaction de Lire, a reçu le prix Tropiques 2002 attribué par le Sénat et le prix Princesse des Asturies en 2003.
Il a reçu le titre de docteur honoris causa de l'université Jagellonne en 2004.

### Œuvres traduites en français
- D’une guerre à l’autre (Jeszcze dzień życia), 1976
- La Guerre du foot et autres guerres et aventures (Wojna futbolowa), 1978, 2003 (Plon), rééd. Il n'y aura pas de paradis, Pocket, 2004
- Le Négus (Cesarz), 1978
- Le Shah (Szachinszach), 1982
- Imperium (Imperium), 1993
- Ryszard Kapuściński (trad. du polonais), Ébène : aventures africaines [« Heban »], Paris, Pocket, 2002 (1re éd. 1998), 372 p. (ISBN 978-2-266-11458-5 et 2266114581)
- Ryszard Kapuściński (trad. du polonais par Véronique Patte), Mes voyages avec Hérodote [« Podróże z Herodotem »], Paris, Pocket, 2008 (1re éd. 2004), 341 p. (ISBN 978-2-266-17301-8)
- Ryszard Kapuściński (trad. du polonais), Autoportrait d'un reporter, Paris, Flammarion, 2010, 95 p. (ISBN 978-2-08-124003-2 et 2081240033), publié le 4 mars 2008 à titre posthume
- Ryszard Kapuściński (trad. du polonais par Véronique Patte), Le Christ à la carabine : récit [« Chrystus z karabinem na ramieniu »], Paris, Plon, 2010, 166 p. (ISBN 978-2-259-21108-6)
- Ryszard Kapuściński (trad. du polonais par Véronique Patte), Cet autre [« Ten Inny »], Paris, Pocket, avril 2014, 81 p. (ISBN 978-2-266-20057-8)

### Sur Kapuściński
- Beata Nowacka, Zygmunt Ziątek, Ryszard Kapuściński: Biografia pisarza (Znak. Kraków 2008) - biographie, traduit en italien et en espagnol.
- Artur Domosławski, Le vrai et le plus que vrai, Les Arènes - biographie, 2010,  (ISBN 978-2-35204-162-7), traduit par Laurence Dyèvre (titre polonais : Kapuściński Non-Fiction). L'éditeur polonais a retiré ce livre des librairies en 2013 et présenté ses excuses à Alicja Kapuścińska et sa fille. Voir aussi sur ce sujet le livre en polonais de Beata Nowacka et Zygmunt Ziątek – Literatura "non-fiction". Czytanie Kapuścińskiego po Domosławskim (Wydawnictwo Uniwersytetu Śląskiego. Katowice 2013)[7].
- L'Afrique vue par Ryszard Kapuściński, documentaire d'Olga Prud'homme Farges. © 2014 - Co-production Arte, Kolam Productions, la Compagnie des Phares et Balises. Diffusé le 4 mars 2015 sur Arte.
- Christophe Brun, "Ryszard Kapuściński, Hailé Sélassié : la solitude du coureur de fond", préface à la réédition de Ryszard Kapuściński, Le Négus, Paris, Flammarion, coll. Champs histoire, 2011, p. III-XXXIV.
- Another day of life, Raul de la Fuente et Damian Nenow, 2018[8] - adaptation en long métrage d'un livre retraçant les 3 mois passé par Ryszard Kapuściński en Angola en pleine guerre froide